# Kawasaki ZRX 1100
La Kawasaki ZRX 1100 è una motocicletta stradale prodotta dalla casa motociclistica giapponese Kawasaki dal 1997 al 2001.

## Descrizione
La ZRX1100 si caratterizzava per avere uno stile "replica" che andasse a richiamare il design delle moto di inizio anni '80. In particolare la moto andava a rifarsi a quelle da competizione come la Kawasaki KZ-1000 vincitrici della serie AMA Superbike 1981 e 1982 guidate da Eddie Lawson. Erano disponibili due versioni, una che aveva un cupolino con un faro quadrato e un'altra naked con faro circolare.
A spingere la moto c'è un motore a 4 cilindri in linea a quattro tempi da 1052 cm³ montato in posizione frontemarcia raffreddato a liquido, con distribuzione a doppio albero a camme in testa e quattro valvole per cilindro per un totale di 16, abbinato ad un cambio manuale a 5 marce. L'alimentazione avviene tramite quattro carburatori Keihin da 36 mm. Il telaio è in tubo d'acciaio. La configurazione delle sospensioni è costituita all'anteriore da una forcella convenzionale con smorzamento e precarico regolabili, mentre al posteriore da un forcellone.